# Sortnæbbet amazone
Sortnæbbet amazone (Amazona agilis), nogle gange bruges også sortnæbbet papegøje, er en papegøje der er endemisk for Jamaica Den er for det meste grøn med små pletter af rødt på vingen og undertiden plettet på hovedet. Dens næb gør det let at skelne den fra de fleste andre amazoner, inklusive den gulnæbbede amazone, der også bor i Jamaica. Den er den mindste amazonepapegøje, kun 25 cm.

## Beskrivelse
Hos hannerne er næbbet meget mørkegrå, næsten sort og bliver lysere mod basen. Huden omkring øjnene, og iris er mørkebrun. Dens fjerdragt er overvejende grøn, lysere og mere gullig på undersiden. Halsens fjer er kantet med mørk sort. Halen er for det meste grøn og sidefjer er markeret med rødt, mens ydre fjer er kantede med blå. Fødderne er grågrønne. 
Hunnerne er næsten som hannerne, bortset fra enkelte dækkede steder er grønne grønne i stedet for røde.

## Habitat
Sortnæbbet amazone lever i bjergrig regnskov, som regel regnskov på kalksten. De lever af frugt, frø og nødder og indtager dyrket frugt som mango, papaya og agurker samt vilde frugter. Den er på IUCNs liste over truede fugle pga. indskrænkninger i habitatet. 

## Bestand
Det anslås at der er mellem 6000-15000 individer tilbage af den sortnæbbede amazone. Den var engang lige så almindelig som den gulnæbbede amazone, men er blevet meget sjældnere på grund af skovrydning og orkanskader, der fragmenterer skoven, krybskytteri efter mad og fugle til kæledyrshandel med vilde papegøjer.

## Kald
Kaldet fra sortnæbbede amazon udstøder høje skrig under flyvning, mens den siddende og knurrer og brummer. Ofte har dens kald tendens til at være skarpe og skrigende.